# Sabella discifera
Sabella discifera är en ringmaskart som beskrevs av Grube 1874. Sabella discifera ingår i släktet Sabella och familjen Sabellidae. Arten har ej påträffats i Sverige. Inga underarter finns listade i Catalogue of Life.